# ريتشارد بيركنز
ريتشارد بيركنز (بالإنجليزية: Richard Perkins) هو سياسي أمريكي، ولد في 1961. انتخب رئيس الشرطة وانتخب عضو المجلس النيابي لولاية نيفادا.